# 曼加利亞

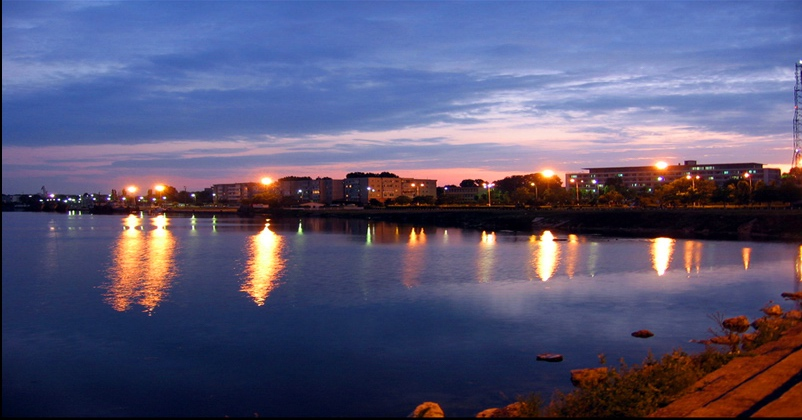

曼加利亞是羅馬尼亞的城市，位於該國東南部，距離首府康斯坦察44公里，由康斯坦察縣負責管轄，面積54.93平方公里，海拔高度10米，2011年人口33,434。